# 西之表市立古田中学校
西之表市立古田中学校（にしのおもてしりつ ふるたちゅうがっこう）は鹿児島県西之表市の市立中学校。種子島に所在した。

## 概要
- 西之表市にあった中学校で、最終的に学級数は1学年1学級で推移していた。
- 市内の中学校6校を種子島中学校1校に統合するため、2009年（平成21年）3月31日をもって閉校した。

## 沿革
- 1947年5月2日 - 西之表町立古田中学校として開校。
- 1958年10月1日 - 市制施行に伴い西之表市立古田中学校に改称。
- 1975年4月17日 - 体育館竣工。
- 1978年10月29日 - 新校舎落成。
- 2009年3月15日 - 閉校式挙行･閉校記念碑除幕。
- 2009年3月31日 - 約1900名の卒業生を送り出し、閉校。
- 翌日、新設された西之表市立種子島中学校へ統合。

## 通学区域
- 古田小学校通学区域